# Gel (matériau)
Pour les articles homonymes, voir Gel.
Un gel (du lat. gelu : gel, froid, glace ou congelés;  ou gelatus : gelé, immobile -) est un solide qui peut avoir des propriétés allant de mou et ductile à dur et cassant.  Au niveau microscopique, ce sont des systèmes réticulés de longues chaînes moléculaires (macromolécules, souvent de type polymères) diluées, ne présentant aucun écoulement lorsqu'ils sont à l'état stable. En masse, les gels sont principalement constitués de liquide, mais ont un comportement proche de celui des solides grâce à leur réseau tridimensionnel enchevêtré au sein du liquide. Ce sont ces enchevêtrements qui donnent aux gels leur structure et contribuent à leur adhérence.

## Composition
Un gel est un réseau tri-dimensionnel de solides dilué dans un fluide. Ce réseau peut être le résultat de liaisons chimiques ou physiques, ou bien de petits cristaux ou encore d'autres liaisons qui demeurent intactes dans le fluide porteur. Pour obtenir un gel, le fluide porteur doit être un bon solvant des molécules de base qui forment le réseau afin d'en permettre le gonflement, ce qui peut être le cas de l'eau (hydrogel), de l'huile ou de l'air (aérogel). En poids et en volume, les gels sont majoritairement composés du fluide, et ont donc des densités proches de celles de celui-ci. La gélatine est un exemple commun d'hydrogel et a une densité voisine de celle de l'eau.

### Polymères cationiques
Les polymères cationiques sont des polymères chargés positivement. Ces charges empêchent la formation de pelotes de polymère. Cela leur permet de contribuer davantage à la viscosité dans leur état étiré, car dans cette conformation, un polymère  prend plus de place que lorsqu'il est en pelote, ce qui lui permet de contrer le flot de molécules de solvant alentour. 
Les polymères cationiques sont des composants fonctionnels du gel pour les cheveux, car de par leur charge positive, ils se lient aux charges négatives des acides aminés à la surface des molécules de kératine du cheveux. Il existe des formules plus complexes de polymères, comme un copolymère de vinylpyrrolidone, methacrylamide, et un hydrogel N-vinylimidazole.

## Types de gels
La figure suivante donne une classification possible des gels.

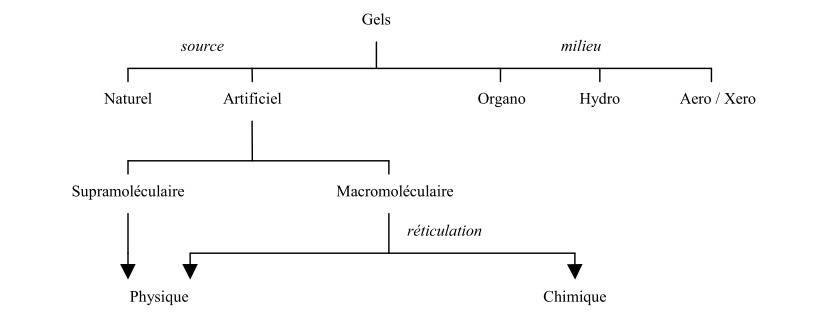
Classification possible des gels

Selon le milieu dispersé, on trouve les hydrogels, les organogels, les aérogels et les xérogels.

### Hydrogels

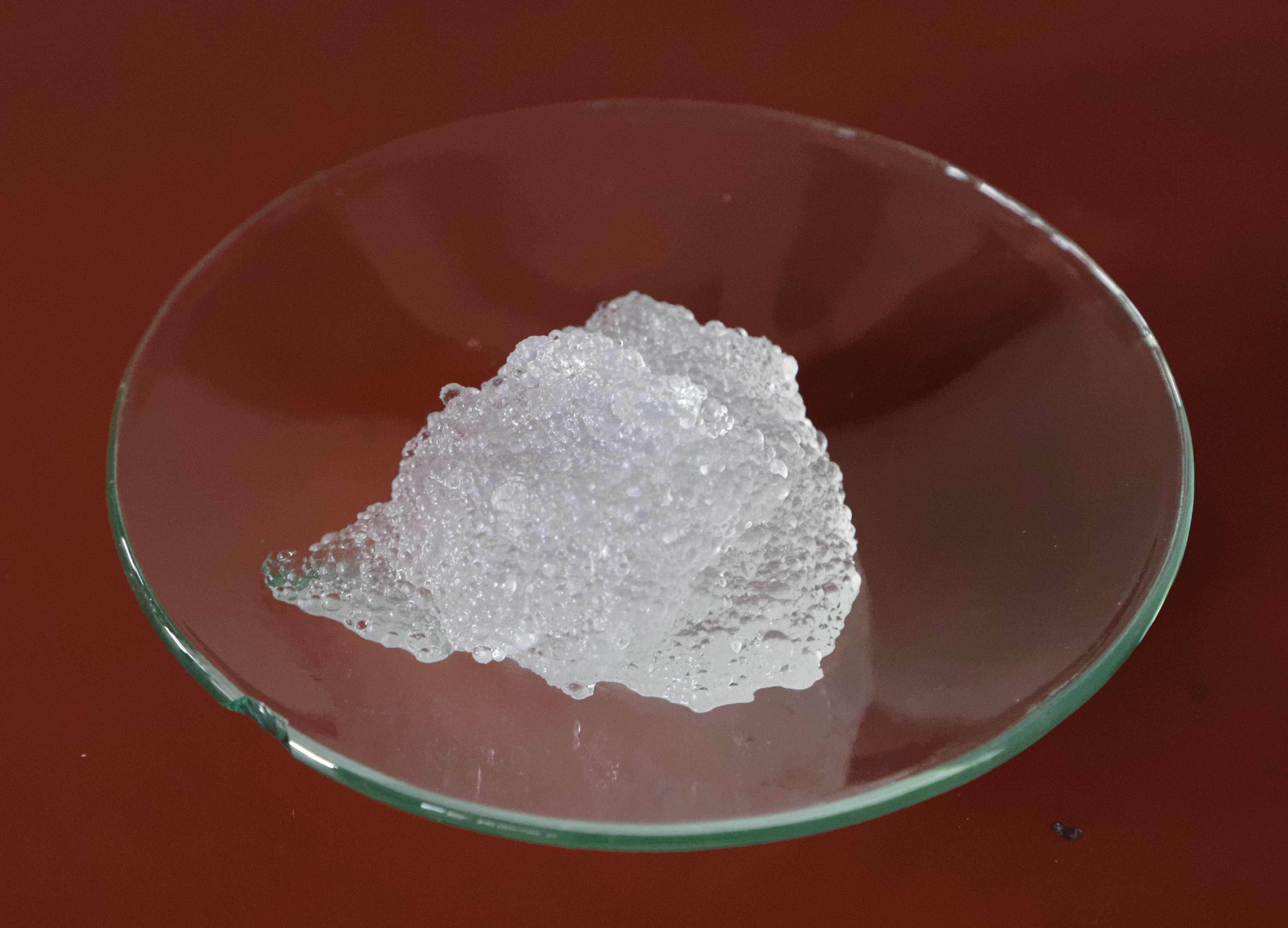
Hydrogel.

Un hydrogel (aussi appelé aquagel) est un réseau de chaînes polymères initialement solubles dans l'eau, mais qui sont devenues insolubles après réticulation. On le trouve parfois sous forme de gel colloïdal dans lequel l'eau est le milieu dispersant. Les hydrogels sont des polymères naturels ou synthétiques superabsorbants (ils peuvent contenir plus de 99 % d'eau).
Les hydrogels possèdent aussi un degré de flexibilité très similaire à celui des tissus naturels, à cause de leur importante teneur en eau.
Utilisations communes des hydrogels
- utilisés comme des étais en ingénierie tissulaire. Lorsqu'ils sont utilisés, les hydrogels peuvent retenir des cellules humaines en vue de la réparation des tissus.
- hydrogels sensible à l'environnement. Ces hydrogels ont la capacité de réagir aux changements de pH, de température ou de concentration de métabolites et libérer leur chargement à la suite d'un tel changement.
- permettre l'absorption et débridement des tissus nécrosés fibrinogènes.
- les hydrogels qui sont sensibles à des molécules spécifiques, telles que le glucose ou des antigènes peuvent être utilisés comme biosenseurs, ainsi que dans les DDS.
- utilisés dans les couches-culottes jetables où ils retiennent les fluides (phases aqueuses des urine et selle), ou dans les serviettes hygiéniques
- lentilles de contact (hydrogels de silicone, polyacrylamides)
- les électrodes médicales utilisent de l'hydrogel composé de polymères croisés (oxyde de polyéthylène, polyAMPS et polyvinylpyrrolidone)
- gels explosifs aqueux

Utilisations moins communes
- implants mammaires
- granules pour conserver l'humidité du sol en région aride
- pansements pour la guérison de brûlures ou autres blessures difficiles à guérir. Les pansements gels sont excellents pour créer ou maintenir un environnement humide.

Les ingrédients communs sont par exemple alcool polyvinylique, polyacrylate de sodium, les polymères et les copolymères acrylate avec une abondance de groupes hydrophiles. 
Des hydrogels de matières naturelles sont à l'étude en ingénierie tissulaire, cela comprend l'agarose, la méthylcellulose, l'hyaluronane, et d'autres dérivés polymères naturels.